# Ina Grätz
Ina Grätz (* 1983 in Aurich) ist eine deutsche Kunsthistorikerin und Kuratorin mit den Schwerpunkten Design und Gegenwartskunst.

## Werdegang
Ina Grätz studierte an der Universität Hamburg und an der Rijksuniversiteit Groningen Kunstgeschichte, Kulturanthropologie, Evangelische Theologie und Museumsmanagement. In Hamburg schloss sie ab mit einer Magisterarbeit über Organische Formen bei Sitzmöbeln aus Plastik (1940–1960). Nach ihrem Volontariat am Museum für Kunst und Gewerbe Hamburg arbeitete sie dort als Kuratorin für Design in der Sammlung Moderne.

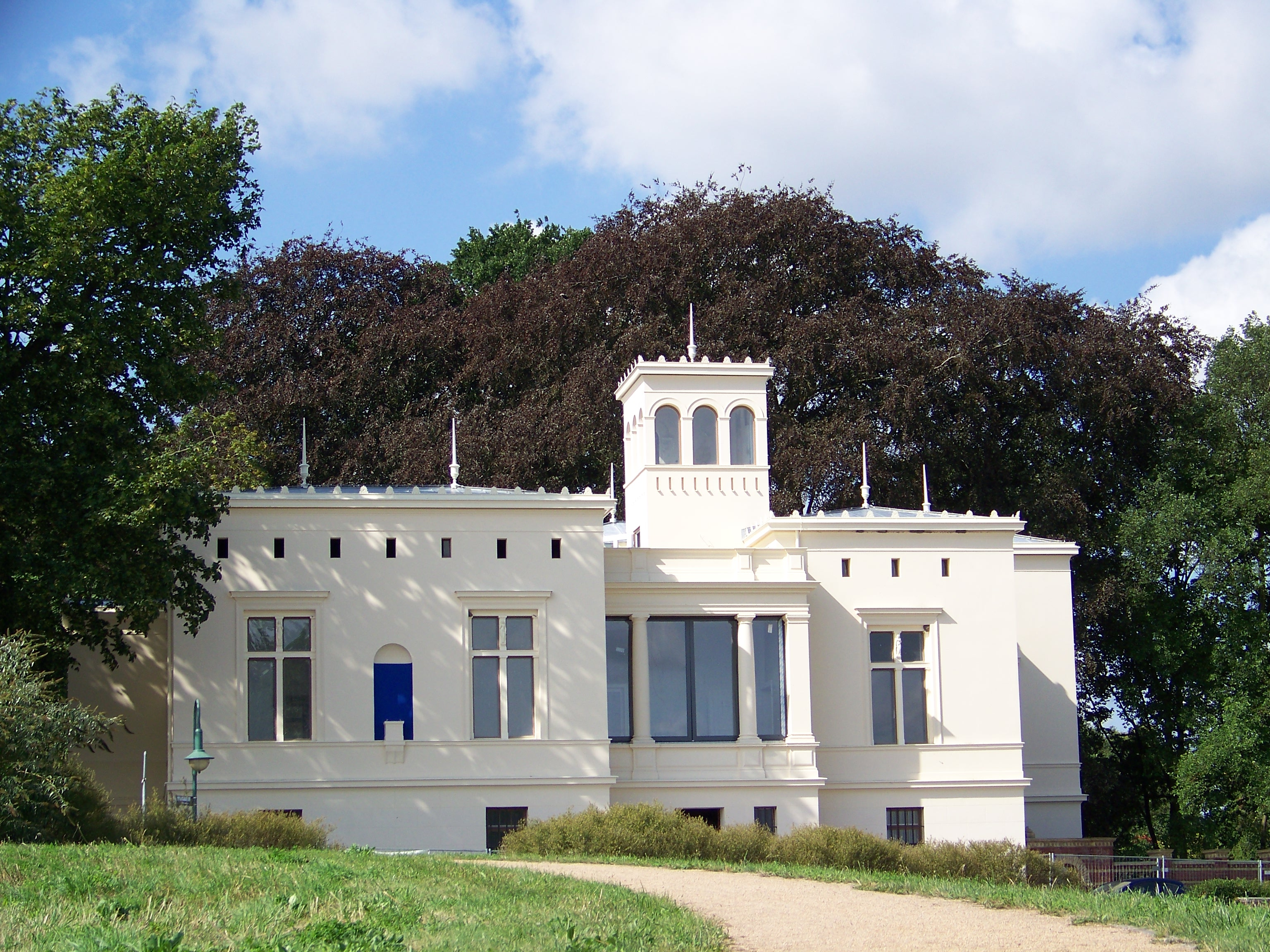
Villa Schöningen in Potsdam

2011 kuratierte Ina Grätz im Museum für Kunst und Gewerbe Hamburg die Ausstellung „Stylectrical. Von Elektrodesign, das Geschichte schreibt“, für die sie eineinhalb Jahre gearbeitet hat. Es ist die weltweit erste Apple-Gesamtschau. Sie umfasste rund 400 Exponate, im Zentrum stand das Design von Jonathan Ive für Apple.
Von Januar 2012 bis 2019 leitete Ina Grätz das private Museum Villa Schöningen in Potsdam. Sie kuratierte dort seitdem die Ausstellungen Grenzgänge mit Werken von Olafur Eliasson, Tobias Rehberger, Katharina Grosse und Anselm Reyle; Walls, eine Installation des Objektkünstlers Andreas Slominski im Garten der Villa Schöningen, und die Sonderschau „aus der zeit“, die abstrakte und informelle Kunst der Nachkriegsmoderne zeigte, darunter Werke von Hans Arp und Willi Baumeister.

## Kuratierte Ausstellungen
- 2010: Mitarbeit an der Ausstellung Ideen Sitzen – 50 Jahre Stuhldesign, Museum für Kunst und Gewerbe Hamburg
- 2010: Made in USA – Industriedesign von Albrecht Graf Goertz, Museum für Kunst und Gewerbe Hamburg
- 2011/2012: Stylectrical. Von Elektrodesign, das Geschichte schreibt, Museum für Kunst und Gewerbe Hamburg
- 2012/2013: Andreas Slominski – WALLS, Villa Schöningen
- 2012: Grenzgänge, Villa Schöningen
- 2013: „aus der zeit“, Villa Schöningen

## Veröffentlichungen
- (mit Sabine Schulze) Hrsg.: Apple Design. Begleitpublikation zur Ausstellung Stylectrical im Museum für Kunst und Gewerbe Hamburg 2011/2012. Mit einer Einführung von Ina Grätz. Hatje Cantz Verlag, Ostfildern 2011, ISBN 978-3-7757-3010-5 (Ausgaben auch in japanischer und chinesischer Übersetzung)

- Kunst zum Hören. Apple Design. (Audioguide) Hatje Cantz Verlag, Ostfildern 2011, ISBN 978-3-7757-3203-1

- (mit Mathias Döpfner): Georg Baselitz – Berliner Jahre, Katalog zur Ausstellung in der Villa Schöningen, Potsdam 2012, ISBN 978-3-00-037289-6 (Text in Englisch und Deutsch)
- (mit Sabine Schulze) Hrsg.: Verner Panton. Die Spiegel-Kantine. Katalog zur ständigen Ausstellung im Museum für Kunst und Gewerbe Hamburg, Hatje Cantz Verlag, Ostfildern, 2012, ISBN 978-3-7757-3321-2.[13][14]